# Караой (Ілійський район)
Карао́й (каз. Қараой) — село у складі Ілійського району Алматинської області Казахстану. Адміністративний центр Караойського сільського округу.
Населення — 9430 осіб (2021; 5577 у 2009, 4454 у 1999, 4459 у 1989).